# Coleoxestia denticornis
Coleoxestia denticornis là một loài bọ cánh cứng trong họ Cerambycidae.